# 许家洞镇
许家洞镇，是中华人民共和国湖南省郴州市苏仙区下辖的一个乡镇级行政单位。

## 行政区划
许家洞镇下辖以下地区：
许家洞社区、焦冲村、何家村、袁家村、黄草村、清泉村、天堂村、联盟村和许家洞村。

## 交通
- 京广铁路：许家洞站